# Serafim Svensson
Serafim Svensson (Séraphin Lampion i original) är en figur som förekommer i Tintin. Han dyker upp första gången i Det hemliga vapnet, och är en dumdryg ("skojfrisk" enligt honom själv) herre. Hans skämtlynne retar emellanåt gallfeber på Kapten Haddock. Svensson presenterar sig som försäkringsagent och är av allt att döma anställd i försäkringsbolaget "Mondass". Vid sidan av arbetet är Svensson en ivrig radioamatör, och amatörskådespelare. En komisk detalj med Svensson är hans enormt stora familj; hustru, sju barn – varav tre tvillingpar – samt svärmor. En annan kär släkting var morbror Anton. Serafim Svensson figurerar även i albumen Castafiores juveler, Koks i lasten, Plan 714 till Sydney och Tintin hos gerillan, samt i det ofullbordade albumet Tintin och alfabetskonsten.